# Addiktjärnen
Addiktjärnen är en sjö i Sorsele kommun i Lappland och ingår i Umeälvens huvudavrinningsområde. Sjön har en area på 0,0786 kvadratkilometer och ligger 418,7 meter över havet.

## Delavrinningsområde
Addiktjärnen ingår i det delavrinningsområde (729248-156551) som SMHI kallar för Utloppet av 729051-156723. Medelhöjden är 403 meter över havet och ytan är 12,86 kvadratkilometer. Räknas de 14 avrinningsområdena uppströms in blir den ackumulerade arean 446,64 kvadratkilometer. Nedra Gertsbäcken (Övra Giertsbäcken) som avvattnar avrinningsområdet har biflödesordning 3, vilket innebär att vattnet flödar genom totalt 3 vattendrag innan det når havet efter 343 kilometer. Avrinningsområdet består mestadels av skog (95 procent). Avrinningsområdet har 0,21 kvadratkilometer vattenytor vilket ger det en sjöprocent på 1,6 procent.